# DeepStateMap.Live
DeepStateMap.Live — интерактивная онлайн-карта войны на Украине, которая даёт возможность следить за изменениями линии фронта и ходом военных действий российско-украинской войны.

## Авторы
B ночь с 23 на 24 февраля 2022 года, за несколько часов до вторжения аудитория Телеграм-канала пересекла отметку в 10 000 подписчиков.

## Российское вторжение
С началом полномасштабного российского вторжения количество читателей начало стремительно расти, в первую очередь благодаря популярности интерактивной карты. Телеграм-канал переключился с международной геополитики полностью на войну для информирования о ходе боевых действий.

## Функции
Карта имеет условные обозначения:
- Территория, освобождённая за последние две недели – синий цвет;
- Освобождённая территория – зеленый цвет;
- Территория, требующая уточнения – серый цвет;
- Территория, захваченная Россией – красный цвет;
- Территория Крыма и ОРДЛО  – темно-красный цвет.
- Подразделения ВСРФ – иконка подразделения согласно стандартам НАТО или иконка свиньи;
- Штаб ВС РФ – иконка штаба врага согласно стандартам НАТО или иконка палатки;
- Аэродромы ВС РФ – иконка аэродрома согласно стандартам НАТО или иконка аэродрома;
- Направления российских атак – красная стрелка.

Также на карте светло-розовым цветом оккупированными помечены Абхазия, Южная Осетия, Приднестровье, Калининградская область, южные Курильские острова и территория Финляндии, Эстонии и Латвии, которые вошли в состав РФ в результате Второй мировой войны.
Карту можно просматривать в разных форматах. Доступные форматы карты:
- Стандартный;
- Топографический;
- Спутник.

Есть возможность включить отображение точек пожаров на основе данных системы Firms NASA и сопоставить их с линией фронта.
Разработана возможность специального математического моделирования силы ядерного взрыва разной массы по всей карте.
В партнерстве с SaveDnipro на карту добавлены точки мониторинга радиационного фона.
Благодаря сотрудничеству с автоматизированной системой обработки данных военного назначения Griselda, 13 ноября 2022 года был запущен функционал Патоген, показывающий видоизмененные данные концентрации численности врага по всем линиям фронта для гражданских, на основе закрытых данных. Также сотрудничество с системой Griselda влияет на точность отображения фронта на карте, позволяя командам обмениваться оперативными данными. С конца мая существует таблица в процентном значении освобожденных и оккупированных территорий с начала вторжения.
Существует закрытый функционал карты для доступа только военным, с картой окопов ВС РФ, возможностью расчета азимута и т.д. Для обычных пользователей с 1 июня 2023 года есть функция определения своего местонахождения. 9 ноября 2023 г. была добавлена общедоступная функция просмотра погоды.
Со 2 июля 2024 года дизайн карты обновился, на ней теперь можно самим рисовать различные фигуры (они будут видны лишь для самого пользователя) и затем удалять их или сохранять в загрузки.

## Особенности
При таких обстоятельствах авторы запрещают использовать свою карту для передвижения по местности, о чем при каждом заходе на сайт сообщает вытекающее окно и пользователь не сможет просматривать карту, если не нажмет кнопку согласиться с оговорками об опасности использования карты.